# 현리
현리(玄理, 1986년 12월 18일~)는 일본에서 활동 중인 대한민국 국적의 배우이다. 야마모토 마사시 감독의 영화 《물의 목소리를 듣다》 (2014)에서 돈을 벌기 위해 무녀가 되는 재일한국인 주인공 소녀 민정 역을 연기하며 제29회 다카사키 영화제 최우수 신인여우상을 수상하였다.

## 출연

### 드라마
| 제목                                             | 연도                   | 방송사        | 배역            | 비고              |
| ------------------------------------------------ | ---------------------- | ------------- | --------------- | ----------------- |
| 《프리터, 집을 사다》                            | 2010년 10월-12월       | 후지 TV       | 시마다 아키코   |                   |
| 《RUN60》                                        | 2012년 4월-6월         | 마이니치 방송 | 김태미          |                   |
| 《야에의 벚꽃》                                  | 2013년                 | NHK           | 사이고 유       |                   |
| 《파트너 시즌 14》                               | 2015년 12월 9일        | TV 아사히     | 하코자키 사라   | 8화 게스트        |
| 《정령의 수호자 시즌 2》                         | 2017년 1월-3월         | NHK           | 이아누          |                   |
| 《너는 펫》                                      | 2017년 2월-3월         | 후지 TV       | 시마나카 히토미 |                   |
| 《기묘한 이야기 '17 가을 특별편》                | 2017년 10월 14일       | 후지 TV       | 도요타 마도카   | 〈운명 탐지기〉편 |
| 《만복》                                         | 2018년-2019년          | NHK           | 모치즈키 아야   |                   |
| 《살색의 감독 무라니시》                         | 2019년 8월             | 넷플릭스      | 신조 카에데     |                   |
| 《악마의 변호사 미코시바 레이지: 속죄의 소나타》 | 2019년 12월-2020년 1월 | 도카이 TV     | 사쿠라바 아스미 |                   |

### 영화
- 《장미와 튤립》 (2019) 명아 역
- 《최초의 만찬》 (2019)
- 《카오산 탱고》 (2020) 하영 역
- 《스파이의 아내》 (2020) 쿠사카베 히로코 역

### 뮤직 비디오
- 〈열〉 이정 feat. 타블로 (2006)
- 〈The Answer〉 나카무라 마이코 feat. CLIFF EDGE (2011)
- 〈etarnal smaile〉 CHEMISTRY (2011)
- 〈매력에 취해〉 소울스타 (2014)